# Dolichoderus squamanodus
Dolichoderus squamanodus es una especie de hormiga del género Dolichoderus, subfamilia Dolichoderinae. Fue descrita científicamente por Xu en 2001.
Se distribuye por China. Se ha encontrado a elevaciones de hasta 840 metros. Vive en bosques húmedos y lluviosos, también en jardines botánicos.